# Pablo Cagnasso
Ing. Pablo Cagnasso Sr. (15 février 1908, Buenos Aires - 1988) est un ingénieur civil argentin et tireur sportif qui a été membre de l'équipe olympique argentine à plusieurs reprises ainsi que de nombreuses Coupes du monde et des Jeux panaméricains.

## Biographie

### Carrière
Cagnasso a été membre de nombreuses équipes de tir mondiales et olympiques dans les années 1940, 1950 et 1960. Il a toujours été un tireur amateur et a été président à plusieurs reprises de la Fédération Argentine de Tir (FAT), du Comité Olympique Argentin (1973 - 1977) et de son alma mater sportive la Societa Italiana di Tiro à Segno (SITAS), Un club de tir basé à Buenos Aires.
Il a participé à des matchs de pistolet libre et de fusil, de plusieurs Coupes du monde, Jeux olympiques et panaméricains représentant l'Argentine et remporté des médailles dans plusieurs d'entre eux.

### Titres
- Médaille d'or en carabine libre de 300 mètres debout 40 coups d'hommes à Stockholm en Suède, 1947.
- Médaille d'or dans un fusil militaire de 300 mètres hommes du système ARG à Buenos Aires en Argentine, 1949.
- Médaille de bronze en fusil militaire de 300 mètres ARG-hommes équipe à Buenos Aires Argentine, 1949.